# Diocèse de Victoria
Le diocèse de Victoria (en latin : dioecesis Victoriensis in insula Vancouver), dans la province canadienne de la Colombie-Britannique, est une juridiction de l'Église catholique au Canada, érigé canoniquement le 1er octobre 1908 par le pape Pie X. Le siège épiscopal de Victoria est occupé depuis le 14 juin 2014 par Mgr Gary M. Gordon. La cathédrale du diocèse est la cathédrale Saint-André de Victoria (en). Il est un suffragant de l'archidiocèse de Vancouver.

## Histoire
Les premiers missionnaires franciscains sont arrivés dans la région en 1778. Des colons s'établissent à Fort Albert (ou Camosun). La première messe est célébrée le 19 mars 1846 par le père Jean-Baptiste Bolduc, qui accompagnait le gouverneur James Douglas.
Le diocèse de l'île de Vancouver fut créé le 24 juillet 1846 à partir du vicariat apostolique du territoire de l'Oregon. Modeste Demers, animé de zèle missionnaire,  était son premier évêque. Les Pères Oblats sont chargés de l'évangélisation des Amérindiens jusqu'en 1864. Les Sœurs de Sainte-Anne ont construit l'hôpital Saint-Joseph et l'Académie Sainte-Anne pour les filles.
Ce diocèse cède du territoire en 1863 pour ériger le vicariat apostolique de la Colombie-Britannique. Il est élevé en archidiocèse de l'île de Vancouver le 19 juin 1903. 
En juillet de 1904, il cède du territoire pour créer la préfecture apostolique de l'Alaska et il prend le nom d'archidiocèse de Victoria en septembre 1904. En 1908, il perd son statut de métropolitain et redevient un simple évêché.
Au début du XXe siècle, il y avait 10 000 catholiques, dont 2 500 Amérindiens. En 1950, le nombre de fidèles est passé à 18 000, et il y a alors trente-six paroisses. Aujourd'hui, il y a 37 prêtres, 30 paroisses  et plus de 94 000 fidèles. La superficie du territoire diocésain est de 95 275 km2, soit toute l'île Victoria. 
Le diocèse offre des services de tribunal matrimonial, d'édication à la foi, de pastorale jeunesse (en), pastorale universitaire, pastorale des vocations et pastorale en milieu hospitalier. Développement et Paix est présent dans ce diocèse et les jeunes peuvent aller à la journée mondiale de la jeunesse.
Le diocèse est également responsable des écoles catholiques de la région, fréquentées par 1 600 élèves. Il publie un journal appelé The Messenger.

## Évêques
- Modeste Demers (1846 - 1871)
- Charles-Jean Seghers (1873 - 1878)

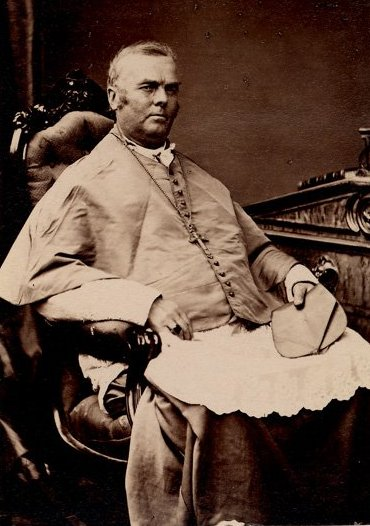
Modeste Demers, premier évêque de l'Île-de-Vancouver

- Jean-Baptiste Brondel (1879 - 1883)
- Charles-Jean Seghers (1884 - 1886)
- Jean-Nicolas Lemmens (1888 - 1897)
- Alexander Christie (en)  (1898 - 1899)
- Bertram Orth  (1900 -  1908)
- Alexander MacDonald  (1908 - 1923)
- Thomas O'Donnell  (1923 - 1929)
- Gerald C. Murray (1930 - 1934)
- John Hugh MacDonald (1934  -  1936)
- John Christopher Cody  (1936 - 1946)
- James Michael Hill (1946 - 1962)
- Remi Joseph De Roo (1962 - 1999)
- Raymond Roussin (en) (1999 - 2004)
- Richard Joseph Gagnon (2004 - 2013), nommé archevêque de Winnipeg (Manitoba)
- Gary Michael Gordon (en) (2014- ), ancien évêque de Whitehorse (Yukon)

## Ordres religieux dans l'histoire du diocèse
- Bénédictins
- Franciscains
- Pères Maristes
- Oblats de Marie-Immaculée
- Sœurs de Sainte-Anne